# Emaar Properties
Emaar Properties is een projectontwikkelaar/vastgoedbelegger uit Dubai in de Verenigde Arabische Emiraten en staat daar aan de beurs genoteerd. Het staat tevens genoteerd op de Dow Jones index onder de Arabische tijgers. Het bedrijf werd in 1997 opgericht en is nauw verbonden met de regerende Al Maktoum-familie aldaar, die 32 procent van de aandelen bezit. Ze is vooral bekend als ontwikkelaar en eigenaar van het hoogste gebouw ter wereld, de Burj Khalifa.
Het heeft al een groot aantal huizen en kantoren in Dubai gerealiseerd en heeft als holding ongeveer 60 dochterondernemingen. Daarnaast is ze wereldwijd -met name in islamitische landen- een aantal grote projecten gaan ontwikkelen. De financiële crisis van Dubai in 2009 heeft ervoor gezorgd dat veel van deze wereldwijde projecten nu moeilijk te financieren zijn en de meeste zijn voorlopig bevroren.
Haar formule is vaak dat ze een gebied integraal wil ontwikkelen met een thema, zoals bij de Burj Khalifa, waar tevens rond een kunstmatig meer (met het grootste fontein ter wereld) het grootste winkelcentrum ter wereld is gerealiseerd. Daarbij staan dan enige hotels en woonwijken in Arabische stijl. Hetzelfde geldt voor de Marina in Dubai waarbij ze de zee landinwaarts heeft geleid met daaromheen jachthavens en een groot aantal wolkenkrabbers. Deze Marina ligt vlak bij de palmeilanden van concurrent Nahkeel.